# إيفايلو كيريلوف
إيفايلو كيريلوف هو لاعب كرة قدم بلغاري في مركز الوسط، ولد في 16 نوفمبر 1975 في روسه في بلغاريا. لعب مع FC Dunav Ruse ‏.

## وصلات خارجية
- إيفايلو كيريلوف على موقع قاعدة بيانات كرة القدم.إي يو (الإنجليزية)